# Cheikh N’Doye
Cheikh Tidiane N’Doye (Rufisque, 1986. március 29. –) szenegáli válogatott labdarúgó.

## Pályafutása

### Klubcsapatokban
Pályafutása során megfordult az ASC Yakaar, a francia SAS Épinal és azUS Créteil, valamint a szintén francia Angers SCO csapatainál. Az Angers színeiben francia kupa-döntőt játszott a 2016–2017-es szezonban, a Paris Saint-Germain ellen 1–0-ra maradtak alul. 2017. július 14-én két éves szerződést írt alá az angol Birmingham City csapatával. A 2018-19-es szezon kölcsönben korábbi klubjában az Angersnél töltötte. 2019 júniusában lejárt az angol klubbal kötött szerződése és távozott.

### A válogatottban
A felnőtt válogatott tagjaként részt vett a 2017-es afrikai nemzetek kupáján és a 2018-as labdarúgó-világbajnokságon.

## Statisztika

### Válogatott
2019. augusztus 1-i állapotnak megfelelően.
| 2014     | 1  | 1 |
| 2015     | 5  | 0 |
| 2016     | 5  | 0 |
| 2017     | 8  | 1 |
| 2018     | 10 | 0 |
| 2019     | 1  | 0 |
| Összesen | 30 | 2 |

## Sikerei, díjai
- US Créteil
  - National 3: 2012–13